# Georges Brassens
Georges Brassens (n. 22 octombrie 1921, Cette, Sète Agglopôle Méditerranée⁠(d), Franța – d. 29 octombrie 1981, Saint-Gély-du-Fesc, Languedoc-Roussillon, Franța) a fost un poet, cântăreț-compozitor francez.
Se axează pe muzică și interpretare, acompaniindu-se singur la chitară, pentru multe dintre poeziile sale. În plus față de propriile sale texte, aranjează pe muzică versuri scrise de Francois Villon, Victor Hugo, Paul Verlaine, Paul Fort sau Louis Aragon. În 1967 el a primit Grand prix de poésie al Academiei franceze.
A înregistrat paisprezece albume între 1952 și 1976. Autor de melodii populare franceze, inclusiv:  Le Gorille, Les Copains d'abord, Chanson pour l'Auvergnat, Les Amoureux des bancs publics, La Mauvaise Réputation, Je me suis fait tout petit, Les Trompettes de la renommée, Supplique pour être enterré à la plage de Sète…

## Biografie
Georges Brassens s-a născut într-un cartier sărac al portului Cette (numele orașului nu se scria Sète până în 1928, o schimbare a ortografiei a fost menționată el în cântarea Jeanne Martin). În casa familiei locuiește cu mama sa - Elvira, nascut[ Dagrosa († 1962), tatăl lui - Jean-Louis († 1965), sora lui vitregă - Simone Comte (1912-1994), născută din prima căsătorie a mamei sale, și bunicii din partea tatălui - Jules și Marguerite.
Mama sa, a cărei părinți sunt de origine din Marsico Nuovo în regiunea Basilicata a Italiei de Sud, este o catolică foarte evlavioasă. Văduvă de război a lui Alphonse Compte (27.08.1881-28.10.1914), care avea o fiică, Simone, dintr-o altă căsătorie. În 1919 Elvira s-a măritat cu Jean-Louis Brassens, un antreprenor în zidărie. Tatăl lui George a fost un om liniștit, generos, liber-cugetător, anticleriac și cu mare independență de spirit. Două caractere foarte diferite, cu un lucru comun: gustul muzicii. În plus, toată lumea cântă acasă. Pe fonograf: discurile lui Jean Nohain, Mireille, Tino Rossi sau Ray Ventura et ses Collégiens.

### Anii treizeci: Sète
În conformitate cu dorințele mamei sale, Georges a început școala la vârsta de 4 ani în instituția catolică a surorilor de la Saint-Vincent. A absolvit doi ani mai târziu pentru a merge la școala locală, potrivit dorințelor tatălui său. La 12 ani, a intrat la liceu. Georges este departe de a fi un elev studios. Prietenii lui îl descriu mai degrabă ca visător în clasă. Dar, după școală, el preferă jocurile, bătaia, scăldatul în mare și vacanțele. Așa că, până când carnetul său de note nu se îmbunătățește, mama sa îi refuză lecțiile de muzică. Prin urmare, ignoră orice teorie muzicală, dar lucrul acesta nu îl împiedică să scrie melodii pentru primele sale poezii. 

#### Alphonese Bonnafe
În 1936, el își împărtășește poeziile cu profesorul său de franceză, Alphonse Bonnafe, alias ”Boxeorul”. Adolescentul a fost încurajat să-și prezinte unele dintre rimele sale. Departe de a-l descuraja, profesorul l-a sfătuit să ai aibă mai multă rigurozitate și interes în tehnica de versificație și abordare a rimei. În poezie și cântarea populară adaugă pasiunea sa pentru noile ritmuri din America ascultate la TSF: și anume jazz-ul. În Franța, Charles Trent combina tot ceea ce iubește. Va fi un model.
„A fost brut, am început să iubesc poeți[i]. [...] Și apoi, datorită acestui profesor, eu sunt deschis la ceva mare. Așa că am vrut să fiu un poet...”

#### Reputație infamă
Interesul său crescând în poezie nu dă la o parte gustul său pentru ”quatre cents coups”. La 16 ani, în primăvara anului 1938, el este implicat într-o aventură nefericită. În scopul de a face bani de buzunar, grupul de prieteni din care face parte comite niște jafuri mărunte. Din comoditate, rudele sunt principalele victime. Georges, între timp, fură un inel și o brățară de la sora lui. Aceste jafuri repetate aduc orașul în zarvă. Când într-un sfărșit poliția arestează vinovații, cazul stârnește un scandal. Indulgent, Jean-Louis Brassens nu depune plângere când se caută la secția de poliție. Ca admirație față de atitudinea tatălui său, face o cântare: Les Quatre Bacheliers (Cei patru burlaci). ”Dar știu că un copil pierdut [...] a avut noroc, atunci când el, fără rușine, un tată de care?”  (« Mais je sais qu'un enfant perdu […] a de la chance quand il a, sans vergogne, un père de ce tonneau-là »). Din respect pentru tatăl său, nu va cânta decât după moartea acestuia.
„Cred că mi-a dat o lecție care m-a ajutat să mă dezvolt: apoi eu am încercat să-mi cuceresc propria stimă. [...] Am încercat, cu mijloacele mele limitate, să-mi ajung tatăl. Am spus încercat...”
La rândul său, acest incident se soldează, în 1939, cu o condamnare la închisoare cu suspendare. Nu se va întoarce la liceu. A petrecut vara singur în casă (a lăsat să-i crească mustața).  Pe 3 septembrie, este declarat războiul împotriva Germaniei. Ar fi putut deveni zidar ca tatăl său, dar fără nici un rezultat, el nu a fost mulțumit cu acea perspectivă.  Si-a convins părinții să-l lase să își încerce norocul la Paris și să scape de Sète unde reputația sa a avut de suferit ca urmare a acelei întâmplări.

### Anii patruzeci: Paris-Basdorf-Paris

#### Paris
În februarie 1940, Georges este găzduit, precum s-au înțeles cu părinții lui, de mătușa lui Antoinette Dagrosa în arondismentul XIV. În casă este un pian. El va profita să stăpânească instrumentul folosind o metodă, în ciuda lipsei sale de cunoștințe de teoria muzicii. Pentru că nu trăiește pe cheltuiala sa, precum a promis, își caută un loc de muncă. Obține postul de ucenic într-o turnătorie al uzinelor Renault. Acest lucru nu va dura; 3 iunie, Parisul și regiunile sale sunt bombardate și uzina Billancourt este afectată. Pe 14, armata germană a intrat în capitală. Acesta este exodul. Georges se întoarce în orașul său natal. Vara următoare, sigur că viitorul său nu este acolo, s-a întors la mătușa sa, într-un Paris ocupat de Wehrmacht. Toată munca fiind acum sub avantajul ocupantului, nu s-a mai pus problema să caute de lucru.
Georges își petrece zilele la biblioteca județeană din cartier. Conștient de lacunele sale în materie de poezie, a învățat versificație citind Villon, Baudelaire, Verlaine, Hugo și alți autori. A acumulat o mare cantitate de cultură literară ce-l conduce să scrie primele sale cărți de poezii: Les Couleurs vagues, Des coups d'épée dans l'eau, anunțând stilul melodiilor ce aveau să vină și À la venvole, unde anarhismul său a apărut. Aceasta din urmă a fost publicată în 1942, cu bani de la familia lui: prietenii lui, mătușa sa și chiar o prietenă de mai târziu, o croitoreasă pe nume Jeanne Bonniec care apreciază cântecele sale (ea s-a măritat în iunie cu Marcel Planche, pictor-reparator de mașini, la negru). 

#### Basdorf
În februarie 1943, naziștii germani cer guvernului de Vichy să stabilească un serviciu de muncă obligatoriu (fr. STO, ro. SMO). Georges, 22 ani, este chemat la primăria arondismentului XIV unde a primit foaia de instrucțiuni personală. Pentru evaziune sunt represalii severe. La 8 martie, el se afla la gara de Est pentru a pleca în Germania, către tabăra de lucrători Basdorf, aproape de Berlin. Acolo, el a lucrat la fabrica de motoare de aeronave BMW.
Adesea este observat fiind cufundat în cărți sau scriind melodii care îi distrau tovarășii, și după aceea un roman  început la Paris, Lalie Kakamou. Leagă prietenii, cărora le rămâne fidel tot restul vieții – mai ales cu Andre Larue, Rene Iskin și, în special, Pierre Onteniente, bibliotecarul de la care împrumuta regulat carțile. 
În martie 1944, Georges Brassens beneficiază de o permisiune de cincisprezece zile. Profită de ocazie și nu se mai întoarce în Germania.

#### Jeanne
La Paris, el a trebuit să găsească o ascunzătoare, deoarece este imposibil să cu amenințările Gestapo-ului și apoi să se odihnească la mătușa Antoinette. Jeanne Planche, cu treizeci de ani mai în vârstă, a acceptat cu greu să-i găzduiască nepotul. Cu soțul ei, Marcel, ea locuiește într-o casă foarte modestă la numărul 9 de pe Impasse Florimont. Georges s-a refugiat pe 21 martie 1944, așteptând finalul războiului. Se spăla cu apă rece, nu avea nici gaze, nici electricitate (prin urmare nici radio), sau canalizare. În curtea mică, o menajerie: câini, pisici, canari, țestoase, șobolani, un canar, un șoim... și faimoasa rață celebrată print-un cântec. El are douăzeci și doi de ani.
În acest cocon – el se trezește la 5 dimineața și se culcă o dată cu soarele (ritm ce va fi păstrat în majoritatea vieții sale),  a continuat să scrie romanul său și a compus melodii cu acompaniamentul unui vechi banjo.
„Deși am fost acolo, și am păstrat, de atunci, un sentiment de disconfort excepțional.”
Cinci luni mai târziu , pe 25 august, este eliberarea de la Paris. Libertatea a făcut mici schimbări. Cu acordul lor, s-a stabilit definitiv în Planche. Cu permisul său de bibliotecă recuperat, Brassens se întoarce la învățatul de poezie și se devotă literaturii din nou.
Sfârșitul războiului, semant pe 8 mai 1945, marchează revenirea la Paris a prietenilor de la Basdorf. O dată cu reîntoarcerea prietenilor săi, Brassens intenționează să creeze un ziar cu tendință anarhistă, Le Cri des gueux ("Țipătul cerșetorilor"). După primul număr, din lipsă de fonduri suficiente, proiectul s-a întrerupt rapid.
Între timp, ridică, împreună cu Emile Miramont (un prieten din Sète) și Andre Larue (întâlnit la Basdorf), <<Partidul preistoric> care vizează în primul rând ridiculizarea celorlalte partide politice și pledează pentru revenirea la un mod mai simplu de viață. Acest partid nu va mai vedea lumina zilei, ca urmare a abandonului lui Miramont.
Cu sprijinul financiar al lui Jeanne , a cumpărat chitara unui prieten. Aceasta îl va ridica.
În 1946, el a moștenit pianul mătușii Antoinette, decedată în iulie. Acei ani, el simte primele dureri de spate însoțite de colică renală.

#### Libertar
În 1946, s-a împrietenit cu activiștii libertarieni ( în special cu pictorul Marcel Renot și cu poetul Armand Robin) și a citit Mikhail Bakunin, Pierre-Joseph Proudhon și Peter Kropotkin. Aceste lecturi și întâlniri l-au condus să se implice în mișcare și să scrie câteva articole în ziarul Federation anarchiste și Le Libertaire (acum Le Monde libertaire) sub pseudonimele Geo Cedille, Gilles Colin, Charles Brenns, Georges, Charles Malpaye sau Pepin Dead. El are, de asemenea, un loc de muncă secundar, neplătit, ca sub-editor și corector. Articolele lui sunt virulente, nuanțate cu umor negru, față de tot ceea ce încalcă libertățile individuale. Violența prozei sale nu are sprijin unanim din partea colegilor lui. 
Colaborează, de asemenea, la buletinul periodic al <<Confédération nationale du travail>> (Confederația națională a muncii).
În iunie 1947, el a părăsit Federația păstrând intactă simpatia lui pentru anarhiști (mai târziu, Brassens apare regulat, în mod voluntar, la galele organizate de Le Monde libertaire).
Romanul său este finalizat și în toamnă este publicat în contul autorului. Lalie Kakamou a devenit La Lune ecoute aux portes. Ștampilat NRF, acoperire plagiat, pentru a-i provoca pe cei de la casa Gallimard. Brassens a scris o scrisoare editorului în cauză pentru a raporta această glumă. Împotriva tuturor șanselor, nu va avea loc nici o reacție.

#### Püppchen
Ca să evite gelozia lui Jeanne, Georges a trăit aventuri amoroase clandestine. A fost în special Jo, 17 ani (Iunie 1945 – August 1946). O relație tumultoasă care i-a inspirat probabil câteva melodii: Un jolie fleur P... de toi și, în special, Le Mauvais Sujet repenti (modificare a Suvenir de parvenue deja scris la Basdorf).
În 1947, el s-a întâlnit cu Ioha Heiman (1911-1999, care a murit la 18 ani după el și au fost îngropați împreună). Originară din Estonia, ea este cu zece ani mai în vârstă ca el – cu afecțiune el o numește ”Püppchen”, păpușă în limba germană, dar ei vor scrie și <<Pupchen>> (nume gravat și pe mormânt). Acum, noi nu vom ști alte cuceriri feminine ale sale. El nu se va însura, sau va locui împreună cu cineva. El a scris J’ai rendez-vous avec vous, Je me suis fait tout petit (devant une poupée), Saturne și Rien à jeter.
Talentele sale de poet și muzician au ajuns la maturitate. Multe melodii sunt deja scrise. Practic toate melodiile sale din acea vreme, alese pentru a le înregistra au devenit celebre, precum Le Parapluie, La Chasse aux papillons, J'ai rendez-vous avec vous, Brave Margot, Le Gorille, Il n'y a pas d'amour heureux.
Personalitatea Brassens are deja caracteristicile sale definitorii: atitudinea stranie, pipă și mustață, cuvântul liber, plin de culoare și ireverențios, dar strâns în chingile unui clasicism și o metrică scrupuloasă, gustul de vechi, prieteni culți și nevoia de singurătate, o cultură literară și muzicală ascuțită, un fond liberal vechi, fără nici o doctrină stabilită, dar sprijinită de un individualism puternic, un anti-militarism visceral, un anticlericism adânc și dispreț total față de confort, bani și cinste. Aceasta nu se va schimba. 

### Anii cincizeci:Patachoula Bobino
În 1951, Brassens l-a cunoscut pe Jacques Grello, compozitor și susținător al Caveau de la Republique, care, după ce l-a ascultat, i-a oferit propria sa chitară și îl sfătuiește, mai degrabă să se acompanieze pe scenă cu ea decât cu pianul. Și "înarmat", el a introdus diverse cabarete, motiv pentru a fi intervievat. Deci, el a compus primele sale melodii la pian transpuse pentru chitară.
Pe scenă, Brassens nu s-a impus. Intimidat și paralizat de spaima de scenă, transpirând, el este profund stânjenit. El nu vrea să fie un cântăreț, el ar prefera să ofere melodii cântăreților făcute chiar de ei, chiar și starurilor pop.

#### Patachou
După mai multe audiții nereușite, Brassens este descurajat. Thérond Roger și Victor Laville,  doi prieteni din Sète, jurnaliști ai revistei Paris Match, se întorc și încearcă să ajute cât pot de mult. Ei reușesc să-i obțină o audiție la Patachou, joi, pe 24 ianuarie 1952, în cabaretul Montmartrois de la chanteuse. În acea zi, și după câteva melodii, Patachou este cucerită. Încurajat, Brassens îi oferă melodiile lui. Ea nu refuză, și chiar îl invită să cânte în cabaretul ei, cât mai curând posibil. În următoarea zi, în ciuda tracului său, Georges Brassens cânta efectiv pe scena de la restaurantul-cabaret Patachou. Pentru a îl susține, Pierre Nicolas, basistul orchestrei cântăreței, îl acompaniază în mod spontan.

#### Jacques Canetti
Când Patachou vorbește despre descoperirea sa, acesta nu reușește să stârnească curiozitatea managerului teatrului Trois Baudets, Jacques Canetti, totodată director artistic la Philips. Pe 9 martie 1952, el a mers la cabaretul Patachou, ascultând protejatul cântăreței. Încântat, el l-a convins pe președintele de la Philips să semneze un contract. Ziarul cotidian France-Soir, din 16-17 martie, avea titlul "Patachou a descoperit un poet!”.
Pe 19 martie, înregistrarea melodiilor Le Gorille și Mauvais sujet repenti se face în studioul de la Salle Pleyel. Unii angajați, jigniți de Le Gorille, se opun ca aceste cântece să fie sub denumirea Philips. O cale de ieșire este găsită printr-un nou brand ce a fost dobândit: Polydor. Din aprilie până în noiembrie, nouă piese au ieșit pe discuri 78 rpm. Una dintre ele, La Parapluie, a fost observată de către regizorul Jacques Becker, care o folosește în filmul Rue de l’Estrapade. Editată pe disc împreună cu lansarea filmului în cinematografe, anul următor ea este remarcată de Academia Charles-Cros și obține Grand Prix du disque 1954.
Pe 6 aprilie, Brassens a făcut primul său show de televiziune la RTF. El cântă La Mauvaise Réputation publicului din Alhambra. Între 28 iulie și 30 August, a făcut primul său turneu în Franța, Elveția și Belgia, cu Patachou și Les Frères Jacques.
El a fost angajat din septembrie la "Trois Baudets"; teatrul fiind întotdeauna plin. În public, melodii precum Hécatombe și Le Gorille, îi scandalizau pe unii și îi încântau pe alții. Aceste controverse au contribuit la răspândirea cuvântului din gură în gură. Prin urmare, Georges Brassens a urcat pe scara de succes și faimă. În 1953, toate cabaretele au început să ceară înregistrările sale iar discurile sale au  început să se vândă bine în magazine. Prima sa vizită la Bobino, camera lui preferată, "l’usine" (fabrica) cum îi plăcea să-i spună, la "quatre pas de sa maison" (la patru pași de casa lui), va avea loc în februarie 1953, cu acordul Trois Baudets  (Jacques Canetti) a doua trecere a sa va fi în octombrie 1953, dar nu este încă "vedetă".
El, care mult timp a ezitat între o carieră de poet și una de compozitor este acum lansat în muzică. Departe de a privi piesa cântată ca o expresie poetică minoră, el consideră că această artă necesită un echilibru perfect între text și muzică, și este un dar ce-l are, precum plasarea unui cuvânt într-o notă. Extrem de exigent, acesta urmărește să scrie cele mai bune texte posibile. Niciodată mulțumit, el le-a refăcut de mai multe ori: schimbă un cuvânt, rafinează o imagine, până când consideră că și-a atins scopul.
Patachou, care are mai multe piese de succes despre mânzul ei în repertoriu, a înregistrat nouă titluri pe 23 decembrie 1952, la studioul Chopin-Pleyel, pentru albumul Patachou... cântă Brassens. Pentru acest disc, el a dat un cântec în exclusivitate: Le Bricoleur (instrumente) și, în plus, ei cântă în duet Maman, Papa.

#### René Fallet
Sedus de piesele care sunt la radio, scriitorul René Fallet îl va asculta într-o seară la Trois Baudets. El a plecat fericit, iar entuziasmul l-a condus să publice un articol laudativ la Le Canard enchaîne pe 29 aprilie 1953: "Hai, Georges Brassens!".
„Vocea acestui băiat este un lucru rar și străpunge toate orăcăielile tuturor broaștelor acestui disc de altminteri. O voce în formă de drapel negru, de rochie care se usucă la soare, de pumn pe chipiu, o voce care merge cu căpșuni, pentru a lupta și ...  să vâneze fluturi.”
Atins, Brassens a scris să-i mulțumescă și îi cere să vină și să se vadă la "Baudets". Întâlnirea lor va fi începutul unei prietenii care va dura tot restul vieții lor.

#### Pierre Nicolas
Al doilea roman al său, La Tour des miracles, a fost publicat în iunie, edițiile de Jeunes Auteurs reunis (Adunarea tinerilor scriitori), conduse de Jean-Pierre Rosnay, care este, de asemenea, autorul prefeței. Primul său album, Georges Brassens chante les chansons poétiques (… et souvent gaillardes) de ... Georges Brassens, lansat de Polydor în octombrie. Devenit vedetă, el triumfă cap de afiș la Bobino (16-29 octombrie 1953).
În 1954, a fost rândul său la Olympia (23 februarie – 4 martie și 23 septembrie – 12 octombrie). Pentru această scenă mare, el îl numește pe Pierre Nicolas să-l acompanieze la contrabas, marcând începutul unei colaborări care a durat aproape treizeci de ani. Contrabasistul va fi de acum înainte în toate scenele și toate înregistrările. Bobino (25 noiembrie - 15 decembrie) completează acest an în care a fost publicat, în luna octombrie, La Mauvaise Réputation, culegere care reunește texte în proză și versuri, incluzând o piesă de teatru:  Les Amoureux qui écrivent sur l’eau.

#### Gibraltar
Odată cu succesul, banii încep să vină și el va trebui să se ocupe de managementul afacerii. În 1954, Pierre Onteniente, amic din Basdorf, a fost de acord să-l ajute, fără compensație, să aibă grijă de afaceri. Înainte de a face pasul mai departe, a fost ucenicul lui Ray Ventura, editorul lui Georges.
În 1955, Brassens achiziționează casa Planche și ceea ce este atașat de ea pentru a o mări. Instalațiile de apă și electricitate, el le donează. Viața merge mai departe ca înainte. În același an a cunoscut pe Paul Fort, poet pe care-l admiră și în fața căruia a cântat la debutul său (Le Petit Cheval, pe-al doilea disc 78 rpm două titluri). Înainte de turneul din Africa de Nord și trecerea sa pe la l’Ancienne Belgique din Bruxelles, el compune muzica pentru alte două poeme de-ale sale: Comme hier și La Marine pentru noua sa emisiune de la Olympia (6 - 27 octombrie). Noul post de radio, Europe 1, care tocmai a apărut în emisie, este un eveniment important în cariera sa. Aceasta este singurul care difuzează melodiile sale interzise la radiourile de stat. În 1956, Brassens e găzduit pe Europa 1.
Gata să se dedice prietenului său, Pierre Onteniente renunță la locul de muncă în ianuarie 1956. Botezul lui de foc: următoarea vizită a artistului la Bobino (27 ianuarie - 16 februarie). Între timp, la cererea lui René Fallet, Brassens a acceptat să apară în platou, din prietenie pentru actor, alături de Pierre Brasseur și Dany Carrel. Romanul prietenului său, La Grande Ceinture, este adaptat pentru ecran de René Clair. El s-a intitulat Porte des Lilas. În acest caz, Onteniente va câștiga porecla de "Gibraltar". Găsindu-l la fel de puternic ca o stâncă atunci când apără interesele  "protejatului" său, regizorul se compară cu Rocher de Gibraltar (Stânca Gibraltar). Pofticios de porecle, Brassens adoptă pentru a-și numi prietenul, de acum, și secretar-impresar. Trei piese sunt făcute în timp util pentru a ilustra filmul: Au bois de mon cœur, L'Amandier și Le Vin.
În 1957, Brassens și Gibraltar au creat cele 57 de ediții.

#### Moulin de la Bonde
Casa lui Jeanne, de pe Impasse Florimont, este foarte mică. Pentru a trăi așa cum dorește, se stabilește, în 1958, în Moulin de La Bonde, de-a lungul Rue de Gally, în afara satului Crespières și Seine-et-Oise (în prezent Yvelines). De multe ori se duce acolo pentru ca, printre altele, să onoreze foarte mult prietenia cu amicii săi din copilărie: Victor Laville, Emile Miramont, Henri Colpi Roger Thérond; cei din Basdorf: René Iskin, André Larue; anarhiști libertarieni; prieteni din lumea de cântec și spectacol: Marcel Amont, Guy Beart, Georges Moustaki, Jacques Brel, Pierre Luki, Jean Bertola, Boby Lapointe, Lino Ventura, Raymond Devos, Jean-Pierre Chabrol, Bourvil (un vecin), Fred Mella (solist al Compagnos de la chanson) și mulți alții. Fidel, până la sfârșit. Numai Jeanne refuză să vină la Moulin.
Acum, el s-a oprit din cântatul în cabarete pentru a alterna între turneele muzicale, Bobino și Olympia. El a continuat să facă turnee în străinătate (1958: Elveția, Roma, 1959: Belgia, Africa de Nord, 1961: Quebec, etc.).

### Anii șaizeci: onoruri și suferință
Jacques Charpentreau a scris prima carte despre cântăreț: Georges Brassens et la poesie quotidienne de la chanson (Georges Brassens și poezia cotidiană a cântecului).
În 1961, a lansat un disc în onoarea lui Paul Fort, care a murit cu un an mai-nainte, disc ce a reunit cele șapte poezii cărora el le-a făcut muzica. 
În aprilie 1962, el își sărbătorește la Bobino cei zece ani de carieră. La 15 mai, el a pregătit un spectacol în onoarea lui Paul Fort, în teatrul Hebertot. Pe 5 decembrie, în ziua premierei la Olympia cu Nana Mouskouri, el suferă de o criză de colici renale. La insistența lui Bruno Merrick, el respectă datele anunțate din acea zi până la 24 în decembrie. În fiecare noapte, o ambulanță l-a așteptat. După această experiență dureroasă, el nu se va întoarce la Olympia. Pe 31 decembrie, el a aflat de moartea mamei sale. În aceeași zi, a mers la Sète și s-a întors la Marsilia să apară la Alcazar. "Pentru prima dată, in seara asta, ea mă vede cântând", a spus el.
Premiul Vincent Scotto, acordat de SACEM, grafa Les Trompettes de la renommée, cea mai bună piesă a anului 1963. În luna octombrie, numarul 99 a colecției extrem de selectivă Poétes d’aujourd’hui, care apare în librării, este dedicată lui Georges Brassens. Când editorul, Pierre Seghers, a prezentat acest proiect, Brassens a fost de acord cu condiția ca fostul său profesor de franceză, Alphonse Bonnafé, să fie autorul textului. Brassens este, astfel, al doilea compozitor de cântări (după Léo Ferré), care trebuie să fie inclus în această colecție. În jurnalul său, René Fallet a scris:
„Este triumful în sfârșit recunoscut și oficializat al celor care, încă de acum zece ani, recunoscuseră în Brassens poetul, dar toți făceau pe surzii”
Zece ani au trecut de la lansarea albumului de debut - a lansat nouă, s-au înregistrat optzeci de melodii. Pentru a marca această aniversare, o cutie de șase 33 rpm 30 cm, Zece ani de Brassens, sunt disponibile pentru vânzare. La 6 noiembrie, Georges Brassens se vede onorat de acest lucru, de către Academia Charles-Cros, primind Grand Prix international du disque în 1963 din mâinile scriitorului Marcel Aymé.
Cu pietre la rinichi, de câteva luni, atacurile de colică renală devin mai pătrunzătoare. El a suferit o operație la rinichi la mijlocul lunii ianuarie. După o perioadă lungă de recuperare, este din nou pe scena de la Bobino, în luna septembrie.

#### Prietenii mai întâi
Filmul lui Yves Robert, Les Copains, a fost lansat în 1965. Pentru genericul acestuia, Brassens a compus un cântec: Les Copains d’abord. Succesul de care se bucură această melodie este atât de mare încât face să crească brusc vâzările primului său album de 33 rpm 30 cm, iar aparițiile sale la Bobino (unde cântă în alternanță cu Serge Lama, Barbara, Michèle Arnaud, Brigitte Fontaine și Boby Lapointe de la 21 octombrie până la 10 ianuarie 1965) devin un adevărat triumf. Una dintre noile sale melodii, Les deux oncles, în care pune la zid ambele tabere beligerante din cel de-al Doilea Război Mondial pentru a-și exprima oroarea față de orice război, provoacă tulburare în rândul publicului și dușmănie din partea unora dintre admiratorii săi de până atunci.
Tatăl artistului, Jean-Louis Brassens, nu l-a văzut nici el niciodată pe fiul său pe scenă; a murit pe 28 martie, iar Marcel Planche l-a urmat la scurt timp, pe data de 7 mai 1965.
Cu ocazia unei emisiuni la radio (Musicorama), transmisă în direct de la teatrul ABC pe 12 octombrie, Georges Brassens își realizează un vis: acela de a cânta alături de Charles Trenet. Ei vor reedita această experiență pentru o emisiune televizată (La La La), în martie 1966. Stima pe care o nutrește fiecare față de celălalt este reciprocă, dar Trenet păstrează totuși o anumită distanță. "Este cel mai mare regret al lui Georges. Dacă a existat un artist pe care lui Brassens i-ar fi plăcut cu adevărat să-l frecventeze, acela a fost Trenet. Dar, din păcate, Trenet n-a făcut nimic pentru a se apropia de Georges".
Pentru a scăpa de singurătate, la vârsta de 75 de ani, Jeanne se recăsătorește, pe 26 mai 1966, cu un tânăr de 37 de ani. Dezamăgit de această căsătorie, Brassens pleacă din casa situată în Impasse Florimont și se mută într-un duplex din apropierea pieței Denfert-Rochereau. Și devine astfel vecin cu Jacques Brel, pe care-l cunoscuse la "Trois Baudets" în 1953 și care se pregătește să-și ia rămas bun de la activitatea scenică la Olympia. Din prietenie pentru el, Brassens scrie textul programului cu ocazia acestui eveniment. Între 16 septembrie și 22 Octombrie, Georges Brassens apare pe scena Teatrului Național Popular (TNP), într-un spectacolul în care deschiderea este asigurată de cântăreața Juliette Greco. În fiecare seară el cântă Supplique pour être enterré sur la plage de Sète (Ruga de a fi înmormântat pe plaja de la Sète) și-și prezintă Bulletin de santé (Raportul stării de sănătate), ca răspuns la zvonurile împrăștiate de anumite ziare; în același timp scrie în mod explicit cât de puțin apreciază mișcările politice de orice fel în Le Pluriel.
Obișnuit să sufere din cauza pietrelor la rinichi, Brassens a neglijat această problemă. Până în luna mai 1967, când o nouă criză îl obligă să întrerupă un turneu pentru a fi supus unei a doua operații de rinichi. La 8 iunie, susținut de Marcel Pagnol și Joseph Kessel, primește din partea Academiei Franceze Marele Premiu pentru poezie pentru ansamblul operei sale. Brassens se simte onorat, dar consideră că este prea mult față de meritele sale.
„Nu cred că sunt poet ... Un poet zboară totuși ceva mai sus decât mine... Eu nu sunt poet. Mi-ar fi plăcut să fiu ca Verlaine sau Tristan Corbière.”
René Fallet scoate la rândul său o carte despre prietenul lui, la editura Denoël. 
După mișcările studențești și grevele din mai 1968, când a fost întrebat la un moment dat ce făcea în timpul acestor evenimente, el a răspuns malițios: "Calculi!".
Pe 24 octombrie, împreună cu prietenul său Fallet, este la căpătâiul lui Jeanne, care nu s-a mai putut restabili după șocul unei operații la vezica biliară și a murit la vârsta de 77 de ani. 
Pe 6 ianuarie 1969, la inițiativa revistei Rock & Folk și a canalului RTL, Georges Brassens, Jacques Brel și Léo Ferré sunt invitați să discute în cadrul unei mese rotunde. 
În același an 1969, el se mută într-o casă din cartierul Saint-Lambert, situată de data aceasta în arondismentul 14 din Paris. Bobino îl așteaptă din nou din 14 octombrie. 
În decembrie, pentru a satisface solicitarea unui prieten al său din Sète, cineastul Henri Colpi, Brassens înregistrează o melodie care urma să ilustreze filmul Heureux qui comme Ulysse (Fericit cel care, ca Ulise), în care joacă Fernandel. Muzica fusese compusă de Georges Delerue pe textul lui Colpi.

### Anii șaptezeci: Bretania și Marea Britanie
În 1971, Brassens compune de asemenea coloana sonoră a filmului lui Michel Audiard,  Le drapeau noir flotte sur la marmite, adaptare a unui roman de René Fallet: Il était un petit navire și participă la emisiunea Italiques pentru a vorbi despre admirația lui pentru cartea Le greffier a scriitorului Louis Nucera.
În aceeași perioadă, marele autor-compozitor Brassens, descoperit de Jacques Canetti, și-l ia, pentru munca de secretariat și organizare a turneelor, pe lionezul Jean Bertola.

#### Lézardrieux
În urma unei vacanțe petrecute la Paimpol, la un nepot al Jeannei, încă din anii cincizeci Georges Brassens începe să aprecieze Bretania. Michel le Bonniec i-a găsit o casă: "Ker Flandry", pe malul râului Trieux, în comuna Lézardrieux. Moara de la Crespières fusese pusă în vânzare încă de la începutul anului 1970. La cererea lui Brassens, "Gibraltar" și soția sa locuiesc în casa din Impasse Florimont.
Brassens are cincizeci de ani și douăzeci de ani de carieră. O altă stagiune muzicală îl așteaptă la Bobino, în alternanță cu Philippe Chatel, Maxime Le Forestier, Pierre Luki, (între 10 octombrie 1972 și 1 iulie 1973). Cu melodia Mourir pour des idées el răspunde reacțiilor neconcludente față de piesa Les Deux oncles. La 30 octombrie 1972, participă la o seară specială împotriva pedepsei cu moartea, organizată la Palatul Sporturilor din Paris. Începând cu 14 ianuarie 1973, pornește în ultimele sale turnee prin Franța. Cântă la teatrul municipal din Sète pe 13 aprilie 1973. Este anul din care începe să figureze în Petit Larousse.
Răspunzând invitației lui Colin Evans, un profesor de limba franceză la University College din Cardiff, Țara Galilor, Brassens oferă două recitaluri la Shermann Theatre pe 28 octombrie 1973.
Pe 19 octombrie 1976, revine la Bobino pentru cinci luni. Își prezintă noile piese de pe ultimul său album, inclusiv pe cea care i-a dat numele: Trompe-la-mort.
„Nu-i mâine ajunul zilei când, o Doamne, o să vă spun adio.”
Pe 20 martie 1977, ziua ultimului spectacol programat, nimeni nu-și închipuia că el nu va mai pune piciorul pe scena sălii sale de concert preferate.

#### Saint-Gély-du-Fesc
Îngrijorătoare dureri abdominale din ce în ce mai intense îl determină pe Brassens să consulte specialiștii. Este diagnosticat un cancer intestinal în curs de generalizare. Urmează o operație la clinica doctorului Bousquet din Montpellier, în luna noiembrie 1980. O nouă operație, făcută anul următor la spitalul american din Paris, îi aduce o ameliorare care îi permite să-și petreacă vara la proprietatea soților Bousquet din Saint-Gely-du-Fesc, la nord de Montpellier. După care se întoarce la Paris și apoi petrece o vreme la Lézardrieux.
În afară discurilor din 1979 cu melodiile sale în aranjament de jazz - în care Georges Brassens cântă la chitară alături de câțiva prestigioși muzicieni de jazz - și de cel realizat în beneficiul asociației Perce-neige, a prietenului său Lino Ventura, pe care și-a imprimat în 1980 cântecele de tinerețe și fără a omite interpretarea ariciului în povestea muzicală Emilie Jolie de Philippe Chatel în 1979, el n-a mai înregistrat niciun album în ultimii cinci ani. Cu toate că vreo cincisprezece piese sunt deja gata, iar alte cincisprezece în faza de proiect. Brassens își propune să le imprime, dar proiectul nu mai poate fi dus la bun sfârșit. După moartea sa, Jean Bertola a acceptat să le cânte. Albumul Dernières Chansons va fi un succes comercial și va fi recompensat de Academia Charles-Cros (a se vedea, de asemenea, albumul Le Patrimoine de Brassens).
Ultimă satisfacție: pedeapsa cu moartea, împotriva căreia el a scris mai ales în Le Gorille, a participat la spectacole de gală, la manifestații, a semnat petiții, este suprimată pe data de 9 octombrie 1981.
Revine în familia chirurgului său la Saint-Gély, unde își sărbătorește a șaizecea aniversare.
Brassens a murit în noaptea de joi, 29 octombrie 1981, la ora 23 și 15 minute. A fost înmormântat la Sète, în dimineața zilei de sâmbătă, 31 octombrie, în cripta familiei pe a cărei piatră funerară este gravată o cruce, în cimitirul Le Py. Șocul morții sale este foarte mare în toată Franța. În deschiderea jurnalului televizat din 30 octombrie, pe Antenne 2, Patrick Poivre d'Arvor, vizibil emoționat, declară:
„Aici ajungem cu toții, pur și simplu, la 20 de ani, la 40, la 60... Am pierdut un unchi.”
Joha Heiman va muri pe 19 decembrie 1999 și va fi înmormântat alături.
El care l-a avut ca model de succes pe Paul Misraki, pentru că era cântat peste tot fără a fi cunoscut de public, nu-și închipuia că într-o zi se va bucura de o faimă internațională. I-au fost dedicate până în ziua de azi peste cincizeci de studii, melodiile lui sunt cântate pretutindeni: în Japonia, Rusia, America de Nord, Italia, Spania, etc. În total, este tradus în circa douăzeci de limbi.

## Posteritatea
Printre numeroșii compozitori și interpreți indubitabil influențați de Georges Brassens, putem menționa pe Georges Moustaki (care, în semn de omagiu, alege să poarte același prenume), Maxime Le Forestier, Pierre Perret, Renaud, Yves Duteil, Francis Cabrel și Fabrizio De André.

### Locuri care-i poartă numele
În Franța, numeroase instituții școlare, săli de spectacole, parcuri și grădini, spații publice și străzi poartă numele lui Georges Brassens, inclusiv la Paris, unde există scuarul Georges Brassens, în imediata apropiere a casei sale din strada Santos-Dumont, sau centrul cultural Georges Brassens de la Beaucourt (Franche-Comté), loc unde se țin diverse spectacole. Există, de asemenea, o piață Georges Brassens (Georges-Brassens-Platz), în localitatea Basdorf din Germania, iar biblioteca publică a aceluiași oraș îi poartă numele.

## Discografie

### Pe texte aparținând altor autori
De-a lungul întregii sale cariere, Brassens a reluat, a pus pe muzică și a interpretat sau pur și simplu a recitat textele multor poeți. Printre aceștia:
•	Louis Aragon: Il n'y a pas d'amour heureux ;
•	Paul Fort: Le Petit Cheval, Si le bon Dieu l'avait voulu, La Marine, Comme hier (puse pe muzică cântate), L'Enterrement de Verlaine, Germaine Tourangelle, À Mireille dite « Petit Verglas » (recitate fără muzică);
•	Victor Hugo: La Légende de la nonne, Gastibelza, Altesse;
•	Francis Jammes: La Prière;
•	Alphonse de Lamartine: Pensée des morts;
•	Antoine Pol: Les Passantes;
•	Jean Richepin: Les Oiseaux de passage, Les Philistins;
•	François Villon: Ballade des dames du temps jadis;
•	Paul Verlaine: Colombine, Chanson d'automne (pusă pe muzică de Trenet);
•	Alfred de Musset: Ballade à la lune, À mon frère revenant d'Italie;
•	Théodore de Banville: Le Verger du roi Louis;
•	Gustave Nadaud: Carcassonne, Le Roi boiteux;
•	Norge pentru versuri și Jacques Yvart pentru muzică: Jehan l'advenu;
•	Pierre Corneille, pentru stanțe și Tristan Bernard pentru încheiere: Marquise;
•	Henri Colpi, pentru versuri și Georges Delerue pentru muzică: Heureux qui comme Ulysse (piesă muzicală care ilustrează filmul cu același nume al lui Henri Colpi)

### Omagii lui Georges Brassens (în melodii)
•	Jean Ferrat : À Brassens, LP Nuit et Brouillard, Barclay, 1963
•	Jean-Marie Vivier : Supplique à Georges Brassens (pour qu'il n'entre pas à l'Académie française), LP 1972
•	Georges Moustaki27: Les Amis de Georges, LP Polydor, 1974
•	Maxime Le Forestier : La Visite, CD Né quelque part, Polydor, 1988
•	cântăreața canadiană din Québec Renée Claude a înregistrat un album omagial intitulat J'ai rendez-vous avec vous, 1993
•	Renaud : Mon bistrot préféré, CD Boucan d'enfer, Virgin, 2002
•	Marie Volta : Du côté de chez Georges, CD Chanson de toile, Édition 4, 2005
•	Pierre Perret : T'as pas la couleur, CD Mélangez-vous, Naïve, 2006
•	în limba catalană Miquel Pujadó, Fum de pipa i pèl de gat CD Núvols i clarianes Columna Música 1997
•	Les Oiseaux de passage : Album de reluări lansat în 2001 și înregistrat de grupuri și artiști francezi,printre care Noir Désir, Arthur H, Miossec, Bénabar, Magyd Cherfi, Têtes Raides, Weepers Circus și Damien Saez.
•	în limba polonă Zespół Reprezentacyjny, Pornograf  CD 1993 și Kumple to grunt CD 2007.
•	The Brassens, devenit mai târziu La Pompe Moderne este un grup din Sète care reia melodiile altor artiști în maniera lui Brassens (Harder, Better, Stronger de la Daft Punk care au devenit Plus Dur, Meilleur, Plus Rapide, Plus Fort,  Je danse le mia de la IAM, DJ de la Diam's, Le Bal masqué de La Compagnie créole, Pull marine de la Isabelle Adjani etc.)
După moartea lui Brassens:
•	Pierre Chêne, Brassens est mort et c'est l'automne.
•	Font et Val, Chanson pour Brassens, Font et Val montrent tout à Bobino, 1982.
•	Michel Vivoux, Pourvu qu'j'y aille, Album No biture, 1986.
•	Pierre Louki, Allo, viens je m'emmerde, Album Retrouvailles, 1991.
•	Gizo Evoracci, Turlupin, Album Blow, 2010.
•	Sinsemilia, La Mauvaise Réputation.
•	Les Wriggles, La Mauvaise Réputation.
•	Grupul din Toulouse Brassen's not dead își propune să reia în stil Punk-rock repertoriul lui Brassens.
•	Weepers Circus îl  omagiază pe Georges Brassens în piesa La visite, din albumul L'ombre et la demoiselle, scos în 2000.
•	Javier Krahe, autor și interpret spaniol a tradus în 1981 L'Orage (La Tormenta), piesă pe care o și interpretează în albumul La mandrágora. Într-un alt album, Elígeme, apărut în 1988, el interpretează Marinette28, (Marieta). El mărturisește că este influențat de muzica29 lui Brassens.

## DVD
•	1996 : 15 chansons mythiques, Universal
•	2002 : Georges Brassens : "L'anticlérical modéré" et "les images de sa vie" în regia lui Armand Isnard
•	2004 : Elle est à toi cette chanson, casetă cu 3 DVD-uri, Universal; reeditare 2011
•	2005 : Maritie et Gilbert Carpentier prezintă Numéro 1 Georges Brassens30, LCJ-éditions/INA
•	2006 : Porte des Lilas, edițiile René Château.
•	2011 : Brassens ou la liberté Les moments forts de l'exposition de la Cité de la musique, casetă CD/DVD și CD, Ina Éditions

## Premii și distincții
•	1954 : Marele Premiu al discului acordat de Academia Charles-Cros pentru melodia, Le Parapluie.
•	1958 : « Bravo du Music-Hall », decernat de săptămânalul Music-Hall pentru cel mai popular cântăreț al anului.
•	1963 : Premiul Vincent Scotto, decernat de SACEM, pentru Les Trompettes de la renommée, desemnată cea mai bună melodie a anului.
•	Marele Premiu internațional al discului acordat de Academia Charles-Cros pentru caseta Dix ans de Brassens.
•	1967 : Marele Premiu pentru poezie îi este acordat lui Georges Brassens de Academia franceză pentru întreaga sa carieră, pe 8 iunie.
•	1974 : la Monnaie de Paris emite o medalie cu imaginea sa.
•	1975 : Marele Premiu al orașului Paris.
•	1979 : Premiul Academiei discului francez, asociație aflată sub autoritatea președintelui Republicii , îi este înmânat în decembrie de către primarul Parisului, Jacques Chirac, actorului-baterist de jazz François-Alexandre Galepides, cunoscut sub pseudonimul  Moustache și lui Georges Brassens pentru albumul Georges Brassens joue avec Moustache et Les Petits Français.
•	« Trophée Numéro 1 » acordat de postul de radio, Europe 1 pentru albumul Georges Brassens joue avec Moustache et Les Petits Français.
•	2012 : profilul cântărețului este imprimat pe moneda de 10 € de argint emisă în 2012 de Monnaie de Paris, în colecția « Les Euros des Régions » pentru a reprezenta regiunea natală a cântărețului, Languedoc-Roussillon.

## Festivaluri
În fiecare an, numeroși artiști se adună pentru a aduce un omagiu lui Georges Brassens:

### Zilele Georges Brassens
Celebrate încă din 1987, Zilele Georges Brassens constituie cel mai vechi eveniment dedicat lui Brassens. Ele sunt organizate anual în cel de-al doilea week-end din octombrie, în parcul Georges Brassens (din Paris, 15e) și sunt organizate de către Asociația Culturală a arondismentului 15 din Paris (ACE15). Cele două zile de program cuprind: o dictare Georges Brassens, coruri, lansări de melodii, decernarea premiului literar Georges Brassens, concerte, decernarea premiului In memoriam Georges Brassens. Cea de-a 28-a ediție a Zilelor Georges Brassens au avut loc sâmbătă 11 și duminică 12 octombrie 2014.

### Charavines
Din 1995, în primul weekend din luna august, voluntarii asociației "Vivre à Chirens" organizează Festivalul Brassens Charavines, cel mai vechi din Franța. Acesta oferă patru seri muzicale, dintre care trei mari spectacole de cabaret, 100% Georges Brassens. Într-o sală mare și foarte frumoasă, decorată corespunzător pentru un cabaret, evoluează în jur de treizeci de mari artiști, excelenți, dar foarte diferiți în interpretarea creației prietenului lor, Georges. Publicul care participă la festival are acces gratuit la expoziții și la după-amiezele muzicale organizate în aer liber.

### Vaison-la-Romaine
Din 1997, în ultima săptămână a lunii aprilie, are loc la Vaison-la-Romaine un festival organizat de asociația Prietenii lui Georges Brassens. Fondatorul acesteia, George Boulard, pasionat de Brassens, i-a adunat pe apropiații cântărețului pentru a crea un festival-martor cu conferințe, expoziții, concerte oferite de numeroși artiști, mai cunoscuți sau mai puțin cunoscuți. Festivalul a crescut în timp și repertoriile s-au diversificat, dar suntem siguri că vom auzi în fiecare an muzică de calitate și mai multe concerte dedicate lui Brassens.

### Pirey
Din 2008, la Pirey, în departamentul Doubs, la inițiativa asociației L'Amandier este organizată Brassensiada. Obiectivul acesteia este de a menține mereu vie în inima publicului opera lui Georges Brassens și de a-i asigura locul pe care-l merită în patrimoniul cultural colectiv. Acest festival, care se desfășoară la sfârșitul lui martie, strânge laolaltă timp de trei seri artiști care interpretează sau adaptează cântecele lui Brassens. Sunt de asemenea organizate conferințe, expoziții și animații.

### Basdorf
Începând cu anul 2004, la mijlocul lunii septembrie, este organizat de Prietenii Prietenilor lui George,  un festival cu durata de 4 zile, dedicat în primul rând lui Brassens. A fost inițiat cu ocazia unei vizite aniversare în 2004, în cursul căreia George Boulard i-a chemat pe René Iskin și pe prietenii supraviețuitori din vremea Serviciul de Muncă Obligatorie (STO) să cânte muzica lui Brassens exact în locul unde au fost scrise unele din primele sale succese.

### Rennes și Saint-Brieuc
Începând cu anul 2004, festivalul Ballade avec Brassens are loc în luna septembrie, alternativ la Rennes și Saint-Brieuc. În 2010, o sută de grupuri (aproximativ trei sute de persoane), cu diferite instrumente și, uneori, fără instrumente au reluat mai mult sau mai puțin fidel melodiile celui mai celebru fiu al orașului Sète, cu mare succes în ceea ce privește participarea publicului la fiecare ediție.
Integrala Brassens, Paris 9e
Începând cu anul 2006, acest eveniment are loc în ultima săptămână completă din luna octombrie, în Sala Rossini din clădirea primăriei, arondismentul 9, Paris, str. Drouot nr. 6. Toate melodiile lui Brassens (inclusiv cele postume și cele inedite) sunt interpretate de diferiți artiști, într-o ordine apropiată de cea cronologică, în nouă seri de spectacol – fiecare din ele aducând omagiu unui alt autor. În 2006 și 2007 evenimentul a fost orchestrat de către Dimitris Bogdis și Marie Volta, apoi de aceasta din urmă  din 2008 până în 2012, cu sprijinul asociației Le Grand Pan - Intégrale Brassens, născută în jurul festivalului, care a fost înființat la inițiativa lui Dimitris Bogdis (traducător și interpret al melodiilor lui Brassens în greacă) și a Mariei Volta (autoare, compozitoare și interpretă a compozițiilor lui Brassens).

### Soucieu-en-Jarrest
Începând cu anul 2005, este organizat de asemenea festivalul din Soucieu-en-Jarrest în ultimul week-end din luna mai și mai este numit "Festivalul fiilor lui George". Timp de trei zile evoluează pe scenă artiștii care cântă curent melodii de Brassens și cei care se consideră "fii ai lui George". Sunt instalate cârciumioare ad-hoc în care cântecele lui Brassens sunt interpretate în fel și chip iar acest festival de muzică în plin proces de dezvoltare durabilă se găsește astfel în armonie cu imperativele respectului și fraternității depline cu natura înconjurătoare.

## Radio
Jacques Chancel, Georges Brassens, Radioscopie, 30 noiembrie 1971, Institutul Național al Audiovizualului, ascultă on-line. 
Compilație de dialoguri și interviuri cu Georges Brassens, 1967 - 1979, Arhivele sonore, Institutul Național al Audiovizualului, ascultă on-line. 
Karine Le Bail, Sous les moustaches, la poésie : Georges Brassens, Les greniers de la mémoire, 22 mai 2005, Institutul Național al Audiovizualului, ascultă on-line. 
Georges Brassens, Jacques Brel, Léo Ferré, Ce părere ai despre anarhie ?, Rock'n Folk, RTL, 06 ianuarie 1969, ascultă on-line.

## A se vedea, de asemenea
•	Retrospectiva "Brassens," de la 24 martie - 1 septembrie 2013, Castelul Malbrouck la Manderen, site-ul Moselle Passion al Consiliului General Moselle.
•	Expoziția (15 martie - 21 august 2011): "Georges Brassens ou la liberté ", la Cité de la Musique din Paris; Joann Sfar a fost comisarul expoziției. 
•	Expoziția amenajată în Spațiul Georges Brassens din Sète.
•	Zilele Georges Brassens 2011, sâmbătă 8 și duminică  9 octombrie, Parcul Georges Brassens, un eveniment organizat de ACE 15, Asociația Culturală și de Evenimente din arondismentul XV, Paris, cu sprijinul primarului arondismentului XV și al Ministerului Culturii. 
•	Premiul literar Georges Brassens.